# Sint-Germanuskerk (Egem)

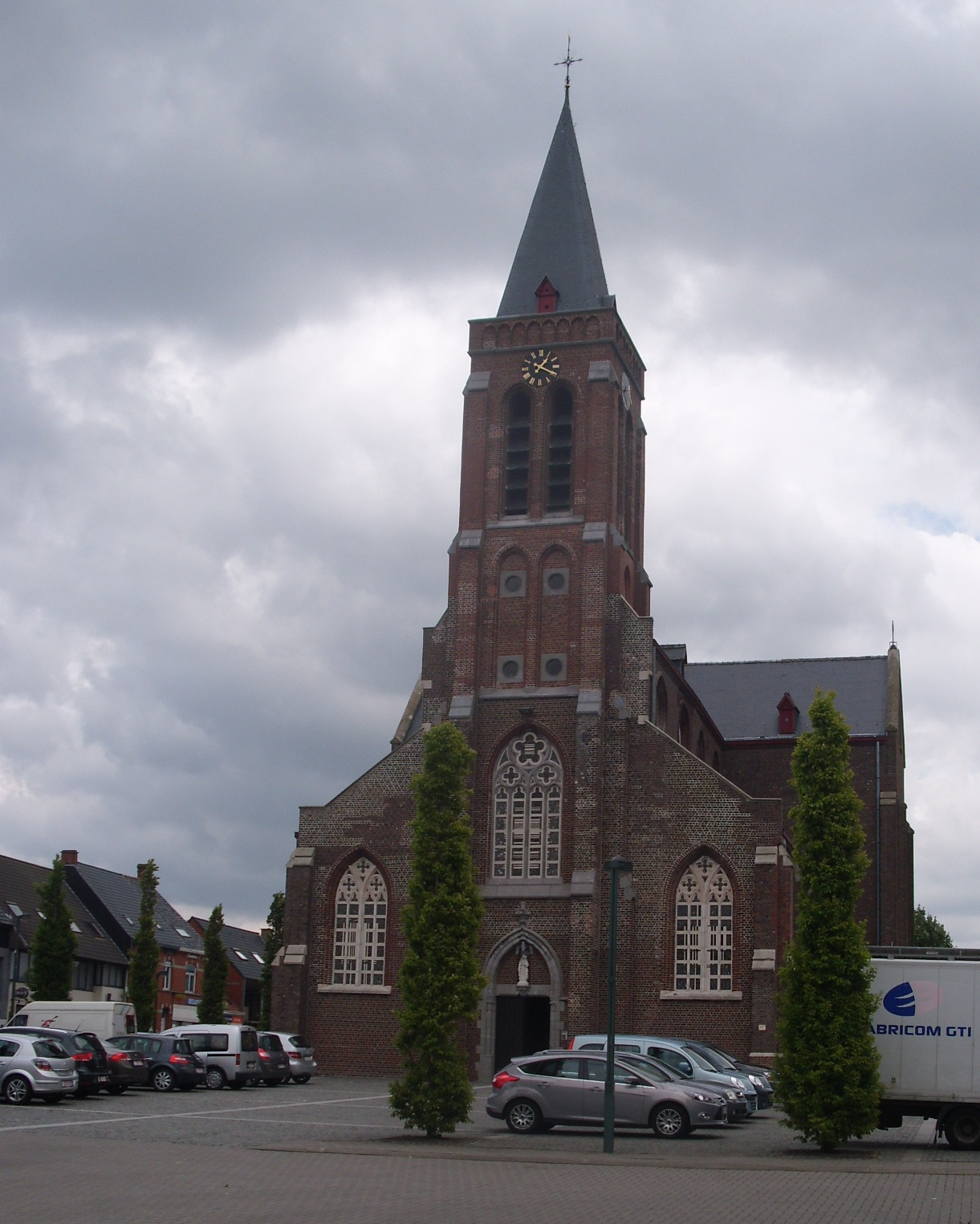
Sint-Germanuskerk

De Sint-Germanuskerk is de parochiekerk van de tot de West-Vlaamse gemeente Pittem behorende plaats Egem, gelegen aan Egemsdorpsplein 7.

## Geschiedenis
Een eerste kerkje werd wellicht begin 10e eeuw gebouwd, gewijd aan Germanus van Auxerre, vermoedelijk door de monniken van de Sint-Amandsabdij te Saint-Amand-les-Eaux. In 1179 werd het patronaatsrecht geschonken aan de Abbaye Saint-Nicolas-des-Prés te Doornik.
In 1547 werd deze eenbeukige kruiskerk vergroot door een zuidbeuk aan te bouwen. De godsdienstoorlogen noopten in 1578 tot maatregelen om de kerk voor schade te behoeden, maar in 1592 verkeerde de kerk al in ruïneuze toestand. Van 1609-1625 werd aan de wederopbouw van de kerk gewerkt. Het betrof nu een tweebeukige kerk met de noordelijke beuk als hoofdbeuk. In 1725 werd een preekstoel geplaatst.
In 1863 werd besloten een nieuwe kerk te bouwen, een 30-tal meter verwijderd van het oorspronkelijke bouwwerk. In 1869 werd deze kerk in gebruik genomen. Het was een ontwerp van Pierre Nicolas Croquison.

## Gebouw
Het betreft een driebeukige basilicale kruiskerk, in neogotische stijl opgetrokken in donkerrode bakstenen. De kerk heeft een ingebouwde westtoren met vier geledingen. Deze kerk werd tijdens de Eerste Wereldoorlog vrijwel vernietigd door de zich in 1918 terugtrekkende Duitsers, welke de toren opbliezen. In 1919 werd de kerk voorlopig hersteld en in 1923-1924 definitief herbouwd. In 1951-1952 werd de achtkante spits vervangen door een vierzijdig exemplaar.

## Interieur
Veel van de kerkinventaris stamt van omstreeks 1900. De preekstoel is van 1725. De communiebank is van de eerste helft van de 18e eeuw en werd aangekocht bij een particulier. Een grafsteen van 1479 herdenkt Bernardekin Van den Eyghene Jans zuene, een overleden kind. Uit de 2e helft van de 17e eeuw is een schilderij, voorstellende de Heilige Germanus van Auxerre.